# Lomaiviti (provincie)
Lomaiviti is een van de veertien provincies van Fiji, in de divisie Eastern. Het beslaat de Lomaiviti-eilanden. De provincie heeft een oppervlakte van 411 km² en had in 1996 16.214 inwoners. De hoofdstad is Levuka.
Divisies: Central · Eastern · Northern · Western

Provincies: Ba · Bua · Cakaudrove · Kadavu · Lau · Lomaiviti · Macuata · Nadroga-Navosa · Namosi · Naitasiri · Ra · Rewa · Serua · Tailevu

Dependency: Rotuma